# Gmina Ewoldt

Położenie Gminy Ewoldt w hrabstwie Carroll

Gmina Ewoldt (ang. Ewoldt Township) – gmina w USA, w stanie Iowa, w hrabstwie Carroll. Według danych z 2000 roku gmina miała 282 mieszkańców.